# Ciclisti romani in arrivo a Torino
Ciclisti romani in arrivo a Torino  è un film del 1898 di Vittorio Calcina dedicato a una manifestazione ciclistica a Torino nel 1898.